# Galop (diplôme)
Pour les articles homonymes, voir Galop.

Logo des Galops fédéraux

En France, on nomme Galop un diplôme fédéral d'équitation délivré par la Fédération française d'équitation (FFE) qui atteste d'un certain niveau équestre du cavalier.
Depuis le 1er septembre 2012, il existe trois types de Galops : les Galops de Cavalier (Galops généraux de 1 à 7), les Galops de Spécialité (de 1 à 7) comme l'équitation de pleine nature ou l'équitation Western et les Galops de Compétition (de 5 à 7, mis en place le 1er janvier 2014). Les galops 8 et 9 n'ont pas été renouvelés pour le moment dans le cadre de cette réforme, tout comme d'autres galops de spécialités (pony-games et d'autres qui ont été regroupés).
À la suite de cette réforme ont aussi été remis en place des « Degrés », dont la validation est plus contraignante avec appel à un jury externe notamment et est organisée de façon plus formelle par la fédération.

## Galops de Cavalier et Galops de Spécialité
Le Galop de Cavalier est celui de l'équitation classique, hors compétition, dans toute sa diversité, que ce soit sur le plat, en terrain varié (randonnée), le cross ou le saut d'obstacles. En plus du Galop général (en 7 niveaux), il existe 7 Galops de spécialité :
- Galop de Meneur (de 1 à 7, pour les meneurs d'attelage)
- Galop de Pleine Nature (de 1 à 7 pour l’équitation en extérieur)
- Galop de Voltigeur (de 1 à 7)
- Galop Westerner (1 à 7 pour l'équitation Western)
- Galop de Cavalier Amazone
- Galop de Cavalier de Dressage (de 3 à 7)
- Galop d'équitation de travail

Ces sept Galops reposent sur trois domaines de compétence définis en trois modules : 
- Module 1 : la pratique équestre montée (ou attelée pour le Galop de Meneur),
- Module 2 : le travail à pied, les soins et la manipulation du cheval.
- Module 3 : les connaissances théoriques (anatomie du cheval, connaissances générales).

Les modules 2 et 3 sont communs à toutes les spécialités, les connaissances requises sont les mêmes. Seul le module 1 est adapté à la spécialité choisie même s'il repose sur une base commune. Le Galop ne peut être délivré que lorsque les trois modules du niveau sont validés.

### Compétences requises - Galop de Cavalier[1],[2]
| Galops  | Pratique équestre à cheval au pas | Pratique équestre à cheval au trot | Pratique équestre à cheval au galop | Sauts et/ou terrains variés | Pratique des soins | Connaissances théoriques |
| ------- | --- | --- | --- | --- | --- | --- |
| Galop 1 | Rechercher son équilibre assis, s'arrêter, partir au pas, marcher au pas, conduire son cheval ou son poney sur de grandes courbes | Découvrir son équilibre, savoir partir au trot, trotter, revenir au pas | Découvrir son équilibre | | Aborder son cheval ou poney, lui mettre un licol, l'attacher, faire un pansage élémentaire à sa monture, amener son cheval ou son poney en filet, en main, sur le terrain, débrider et desseller | Les différentes activités équestres, les principales parties du corps de sa monture, les robes du cheval, le matériel de pansage élémentaire, les règles élémentaires de sécurité |
| Galop 2 | Stabiliser son équilibre assis, changer d'allure à volonté, conduire sur des courbes serrées | Rechercher son équilibre, rechercher son équilibre au trot enlevé, changer d'allure à volonté, conduire sur des courbes larges | Rechercher son équilibre assis, rechercher son équilibre sur les étriers, changer d'allure à volonté, galoper | Découvrir son équilibre sur les étriers ou sans étriers sur des cavaletti isolés et/ou en terrain varié, savoir conserver l'allure à l'abord de cavaletti isolés et/ou en terrain varié | Effectuer un pansage complet, brider et seller, mettre et enlever une couverture (ou une chemise), entretenir les harnachements (cuirs et aciers)                                                | Les parties du licol, du filet et de la selle, les particularités des robes (marques blanches sur la tête et/ou les membres), les aides naturelles et artificielles, la définition de l'impulsion, les aides pour avancer |
| Galop 3 | Évoluer seul, partir et revenir au pas en un point précis | Trotter enlevé sur la diagonale désirée, stabiliser son équilibre sur les étriers, évoluer seul, partir et revenir au trot en un point précis, conduire sur des courbes serrées                                                             | Rechercher son équilibre assis, évoluer seul, partir au galop en un point précis et sur le bon pied | Rechercher son équilibre sur les étriers sur des sauts isolés et/ou en terrain varié, contrôler l'allure à l'abord et à la réception de sauts isolés et/ou en terrain varié, conduire à l'abord et à la réception de sauts isolés et/ou en terrain varié                                                                   | Inspection des membres et soins élémentaires avant et après le travail, entretenir une litière, ajuster les harnachements                                                                        | La description de la tête et des membres (extérieur), les notions du rôle de la ferrure, les notions sur les allures (vitesses, mécanismes), savoir pourquoi faut-il changer de bipède diagonal au trot enlevé, les aides du tourner avec deux rênes dans une main ou une rêne dans chaque main                                            |
| Galop 4 | Contrôler la vitesse, déplacer les hanches, inverser et enchaîner des courbes serrées | Rechercher son équilibre au trot enlevé lors des changements de directions et des variations de vitesse, rechercher son équilibre assis, contrôler la vitesse, inverser et enchaîner des courbes larges                                     | Stabiliser son équilibre sur les étriers, galoper assis en rythme, partir au galop du pas sur le bon pied, contrôler la vitesse, conduire sur des courbes larges | Rechercher son équilibre sur les étriers en enchaînant des sauts isolés, contrôler l'allure et la vitesse en enchaînant des sauts isolés, conduire en enchaînant des sauts isolés, rechercher son équilibre sur les étriers en terrain varié, contrôler l'allure et la vitesse en terrain varié, conduire en terrain varié | Poser des protections de travail (guêtres, protège-boulets, cloches, bandes de polo), poser des protections de transport                                                                         | Les notions sur l'alimentation, les notions des soins quotidiens, le comportement de ta monture à l'écurie, au travail et à l'extérieur, les règles de sécurité en aire de travail et à l'extérieur, l'accord des aides, les mécanismes du galop à gauche et du galop à droite                                                             |
| Galops  | Dressage | Saut d'obstacles | Terrain varié | Soins | Travail à pied | Connaissances |
| Galop 5 | Rechercher son équilibre assis lors des changements d'allures, maintenir une vitesse régulière dans chaque allure, varier l'amplitude au pas, prendre le galop du pas en un point précis, enchaîner et inverser des courbes serrées au pas et au trot , déplacer sa monture latéralement au pas | Rechercher son équilibre sur les étriers lors de sauts rapprochés en ligne droite, maintenir une vitesse régulière au galop en enchaînant des sauts, conduire au galop en enchaînant des sauts                                              | Stabiliser son équilibre assis au galop de travail en terrain varié, maintenir une vitesse régulière au galop en enchainant des variations de terrain | Effectuer un pansage complet après le travail, ramener son cheval dans la pâture | | Les généralités sur le squelette et les muscles |
| Galop 6 | Stabiliser son équilibre assis lors de transitions dans l'allure, stabiliser son équilibre au trot enlevé lors de transitions dans l'allure, stabiliser son équilibre assis aux trois allures, maintenir la cadence du galop de sa monture, s'arrêter à partir du trot, reculer de quelques pas, contrôler la rectitude de sa monture au trot en ligne droite, déplacer sa monture latéralement au trot | Maintenir une cadence au galop en enchaînant des sauts, conduire au galop en enchaînant des sauts rapprochés | Rechercher son équilibre sur les étriers lors de sauts en terrain varié, maintenir une vitesse régulière en enchaînant des sauts en terrain varié | Présenter un cheval ou un poney en main | Longer un cheval ou un poney enrêné, détendu, au pas et au trot, aux deux mains | Les allures : mécanismes du pas, du trot, du galop et du reculer, les transitions d'une allure à l'autre et dans une même allure, les allures artificielles, les allures défectueuses, les qualités des allures, les boiteries, les critères d'appréciation de l'état du pied et de la ferrure, l'anatomie et le rôle du pied, les tendons |
| Galop 7 | Stabiliser son équilibre assis lors des transitions dans l'allure et d'une allure à une autre, contrôler la cadence de chaque allure, galoper à faux (contre galop), faire varier les amplitudes du trot et du galop, enchaîner des courbes larges et inverses au galop en conservant le même pied, déplacer sa monture latéralement du côté convexe au pas et au trot                                  | Stabiliser son équilibre en enchaînant des sauts, adapter son équilibre lors d'un enchaînement de sauts, adapter l'amplitude des foulées à l'enchaînement des sauts, conduire sur un tracé précis et choisi pour enchaîner les autres sauts | Stabiliser son équilibre sur les étriers lors d'un enchaînement de sauts en terrain varié, adapter son équilibre sur les étriers aux profils des obstacles et/ou aux éventuelles déclivités du terrain, adapter la vitesse en fonction des difficultés du parcours, conduire sur un tracé précis et choisi en enchaînant des sauts en terrain varié | | Travailler à la longe un cheval ou un poney enrêné | Les aplombs, les différents équilibres, l'hygiène et la santé, le galop à faux (contre-galop), la rectitude, la cession à la jambe, les enrênements, le rôle et l'effet de la bride |

## Galops de Compétition
Une fois le Galop 4 obtenu (de cavalier ou d'une spécialité), un cavalier de compétition peut choisir de passer des Galops de Compétition pour les niveaux 5 à 7 plutôt que des Galops de Cavalier. Ces Galops de Compétition sont évalués et délivrés selon les résultats du cavalier dans les compétitions fédérales de division Club ou Poney. Ils concernent 6 disciplines :
- Galop de Dressage
- Galop de CSO
- Galop de CCE
- Galop de Hunter
- Galop de TREC
- Galop d'Endurance

La validation des Galops de Compétition repose sur 4 modules :
- Module 1 (compétiteur) : validé automatiquement quand le cavalier obtient les résultats requis dans les compétitions fédérales sur un an
- Module 2 (spécifique) : implication dans l'organisation de compétitions, maîtrise des connaissances propres à la discipline
- Module 3 : identique au module 2 du Galop de Cavalier du même niveau
- Module 4 : identique au module 3 du Galop de Cavalier du même niveau

## Équivalences avec les anciens diplômes
La Fédération française d'équitation a fait évoluer ses diplômes au fil des années. Des niveaux intermédiaires ont été progressivement créés afin de réduire la « hauteur des marches » requise à chaque niveau pour permettre au cavalier de mieux mesurer sa progression.
Le tableau suivant permet de faire le lien entre les nouveaux et les anciens diplômes.
| 2012              | 1996    | 1990              | 1979            |
| ----------------- | ------- | ----------------- | --------------- |
| Galop 1           | Galop 1 |                   |                 |
| Galop 2           | Galop 2 | Étrier de bronze  |                 |
| Galop 3           | Galop 3 |                   |                 |
| Galop 4 (Degré 1) | Galop 4 | Éperon de bronze  | Premier degré   |
| Galop 5           | Galop 5 |                   |                 |
| Galop 6           | Galop 6 | Étrier d'argent   |                 |
| Galop 7 (Degré 2) | Galop 7 | Éperon d'argent   | Deuxième degré  |
|                   | Galop 8 | Étrier de vermeil |                 |
| (Degré 3)         | Galop 9 | Éperon de vermeil | Troisième degré |